# Pierre le Grand

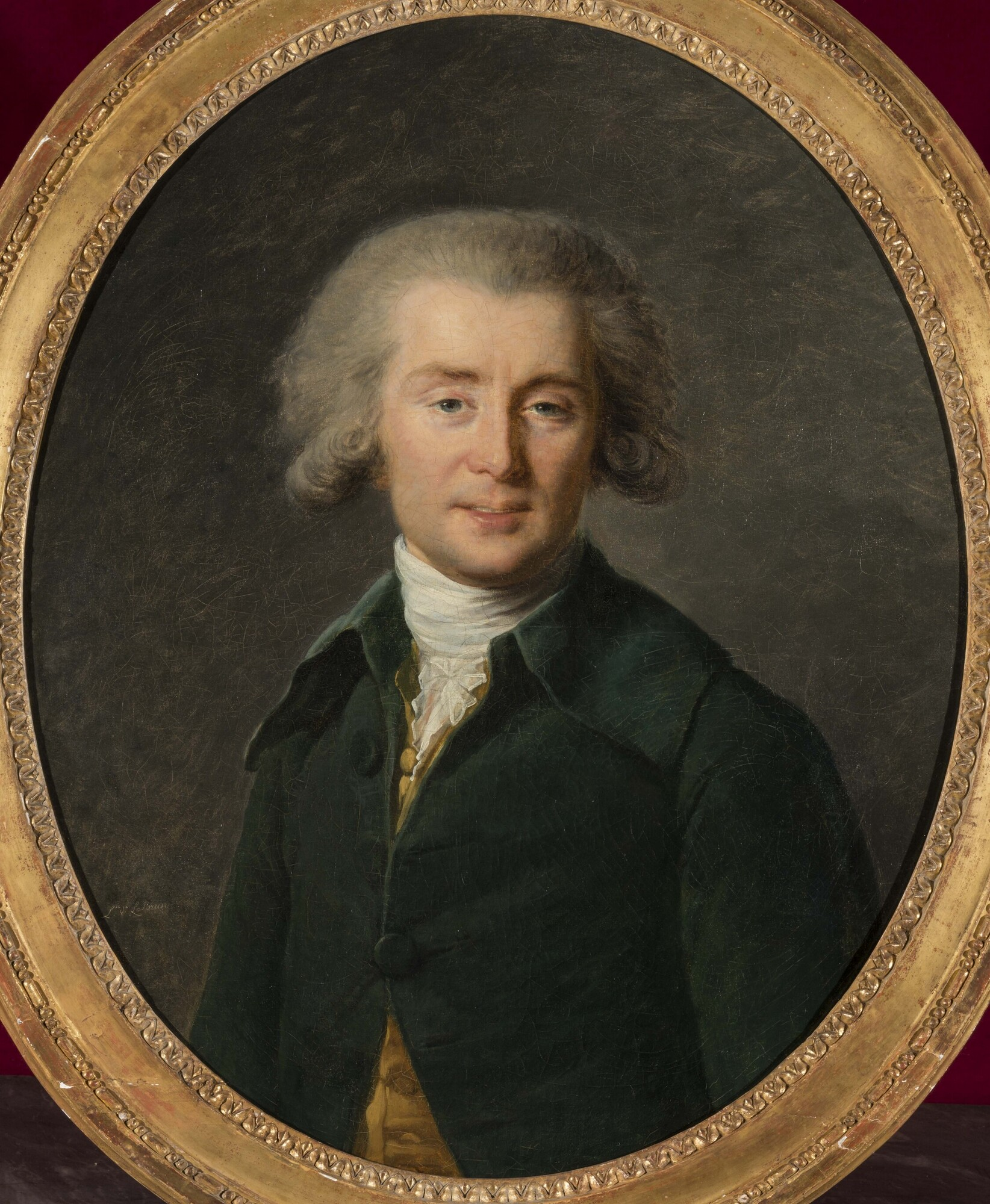
André Grétry

Pierre le Grand (Peter den Store) är en opéra comique med musik av André Grétry. Librettot av Jean-Nicolas Bouilly bygger på den ryske tsaren Peter den Stores liv. Operan hade premiär i Paris den  13 januari 1790, med Louise-Rosalie Lefebvre, känd som Madame Dugazon, i rollen som Katarina. 

## Personer
| Roller                                                 | Stämma                    | Premiärbesättning 13 januari 1790 (Dirigent: - ) |
| ------------------------------------------------------ | ------------------------- | ------------------------------------------------ |
| Peter den Store                                        | tenor                     | Philippe Cauvy, 'Philippe'                       |
| François Le Fort, en minister och vän till tsaren      | basse-taille (basbaryton) | Simon Chénard                                    |
| Menshikoff, guvernör av Moskva                         | talroll                   | Pierre-Philibert Granger                         |
| Katarina, en ung änka                                  | sopran                    | Louise-Rosalie Lefebvre, 'Madame Dugazon'        |
| Georges-Morin, en mästersnickare                       | basse-taille (basbaryton) | Pierre-Marie Narbonne                            |
| Géneviève, Georges-Morins hustru                       | sopran                    | Françoise Carpentier, 'Madame Gonthier'          |
| Caroline, Georges-Morins och Génevièves dotter         | sopran                    | Jeanne-Charlotte Schroeder, 'Madame Saint-Aubin' |
| Aléxis, en ung föräldralös pojke, förälskad i Caroline | sopran                    | Sophie Renault, 'Mlle Renault la jeune'          |
| Maturin, en gammal man                                 | tenor                     | Charles-Nicolas-Joseph-Justin Favart             |
| Advokaten                                              | talroll (?)               | Jean-René Lecoupay de la Rosière, 'Rosière'      |

## Handling
Storyn handlar om när den unge tsar Peter klädde ut sig till snickare för att arbeta på ett ryskt skeppsvarv, där han förälskade och gifte sig med byflickan Katarina (senare kejsarinnan Katarina I). Bouilly arbetade på pjäsen samtidigt som franska revolutionen bröt ut 1789 och verket återspeglar dåtidens politiska händelser. Tsar Peter ska symbolisera kung Ludvig XVI, Katarina är Marie Antoinette och den schweiziske Le Fort alluderar på finansministern Jacques Necker, som hade intentionen att reformera den franska ekonomin. Peter och Katarina skildras som idealfigurer med djup erkänsla för vanliga människors välfärd. Den liberale Bouilly hoppades uppenbarligen att den franske kungen och drottningen skulle följa deras exempel.

## Inspelningar
- (La jeunesse de) Pierre le Grand — Christophe Einhorn, Anne-Sophie Schmidt, Philippe Le Chevalier, Namur Chamber Choir, Chamber Orchestra, dirigerad av Olivier Opdebeeck (CD på Cascavelle eller DVD på Disques DOM, 2001, live från Compiègne)
- Pierre le Grand — Maxim Mironov, Elena Voznessenskaya, Nikolai Galin, kör och orkester från Helikon Opera, dirigerad av Sergey Stadler (DVD på Arthaus, 101 097, inspelad i Moskva 2002)